# NGC 2498
NGC 2498 is een balkspiraalstelsel in het sterrenbeeld Tweelingen. Het hemelobject werd op 19 januari 1885 ontdekt door de Franse astronoom Édouard Jean-Marie Stephan.

## Omega Cancri Cascade
Het stelsel NGC 2498 bevindt zich, vanaf de aarde gezien, net ten westen van de sterrenrij Omega Cancri Cascade. Deze rij, bestaande uit voorgrondsterren die tot het melkwegstelsel behoren, heeft een schijnbare lengte van ongeveer 2 graden. De rij strekt zich uit in zuidoostelijke richting vanaf de ster Omega Cancri (2 Cancri), en kan beschouwd worden als een asterisme. Omega Cancri Cascade kan waargenomen worden met behulp van een klassieke verrekijker.

## Synoniemen
- UGC 4142
- MCG 4-19-15
- ZWG 118.34
- IRAS 07566+2507
- PGC 22403